# Cathédrale Saint-Bénigne de Dijon
La cathédrale Saint-Bénigne de Dijon est une église catholique du XIIIe siècle, de style gothique, située dans le centre sauvegardé de Dijon, en Côte-d'Or. L'édifice est dédié à saint Bénigne de Dijon, martyr chrétien du IIe siècle.
Cette ancienne abbatiale de l'abbaye Saint-Bénigne de Dijon est devenue tardivement cathédrale en 1792, succédant à l’église Saint-Étienne de Dijon qui fut brièvement le siège du chapitre cathédral après la création du diocèse de Dijon en 1731.
La crypte est classée au titre des monuments historiques depuis 1846, et l’église elle-même depuis 1862.

## Historique

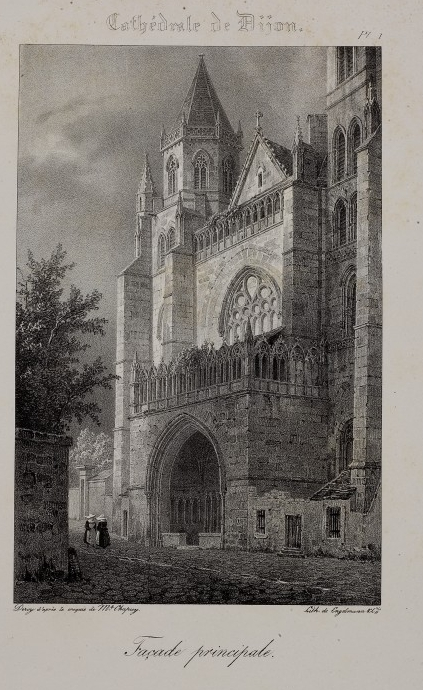
Façade principale en 1829.

En 511, sous le règne du roi mérovingien Clovis Ier, l'évêque saint Grégoire de Langres fait construire la crypte pour y déposer le sarcophage de saint Bénigne de Dijon (martyr chrétien du IIe siècle). Une basilique consacrée à saint Bénigne en 535, est construite sur la crypte.
En 871, l'évêque de Langres Isaac fonde l'abbaye Saint-Bénigne de Dijon régie par la règle de saint Benoît avec pour abbatiale l'église Saint-Bénigne de Dijon.
En 990, l'évêque Brunon de Roucy fait venir Guillaume de Volpiano de l'abbaye de Cluny pour régénérer la vie monastique dans l'abbaye de Saint-Bénigne et y introduire la liturgie clunisienne. D'après la Vita Domni Willelmi abbatis divionensis que Raoul Glaber rédige peu de temps après sa mort, ce sont Brunon et Guillaume qui décident ensemble de reconstruire l'abbatiale. Ils se sont partagé la tâche : Brunon paie les dépenses et fait amener des colonnes de marbre sur le chantier, l'abbé Guillaume engage des maîtres et ordonne la construction de l'édifice sur le modèle de Cluny II.
On ne connaît les intentions de Guillaume de Volpiano et sa participation à l'édification de l'abbatiale que par ce qu'en dit Raoul Glaber : « Aussitôt, avec une très grande ingéniosité, il commença à concevoir un plan magnifique de reconstruction de l'église… sur un emplacement admirable, beaucoup plus long et plus large que le précédent », car « comme nous l'avons dit et comme on peut le voir, il avait conçu une construction plus admirable que n'importe quelle autre basilique de la Gaule, et d'une situation incomparable ». Raoul Glaber indique que les reliques de saint Bénigne étaient au centre du projet architectural.
Comme il apparaît dans le sermon que prononce Guillaume de Volpiano le jour de la dédicace de l'abbatiale, il ne s'agit pas pour lui d'introduire un changement mais d'un ressourcement du passé face à un présent considéré comme dégradé. Cependant, cette volonté de retrouver un passé a engagé la société dans un processus de transformation qui a donné naissance à une réalité nouvelle.
La construction de la nouvelle abbatiale s'est déroulée dans un temps très court après la découverte des reliques de saint Bénigne. Le chantier s'est ouvert en 1001 et la basilique a été consacrée en 1016 et la rotonde deux ans plus tard. La communauté monastique s'était agrandie, passant de douze moines de Cluny venus avec Guillaume de Volpiano à environ quatre-vingt en 1016.
L'abbatiale avait deux fonctions, église abbatiale et église de pèlerinage. Le tombeau de saint Bénigne se trouvait dans la crypte, à l'aplomb de l'autel majeur dédié à saint Maurice et saint Bénigne. Raoul Glaber indique que la crypte à la forme d'un « T » dont les branches d'égale longueur mesuraient cinquante-trois coudées (25,90 m). les fouilles faites en 1976-1978 ont permis d'en retrouver l'entrée située entre la quatrième et la cinquième travée de la nef. La rotonde dédiée à la Vierge et à tous les martyrs était une église en elle-même.
Les fouilles entreprises en 1976 ont montré que l’église préromane de Saint-Bénigne et sa rotonde étaient de tradition architecturale romaine, carolingienne, ottonienne, en utilisant des modes de construction lombards.
Entre 1280 et 1393, l'église Saint-Bénigne est reconstruite en style gothique sur la précédente basilique effondrée (voir abbaye Saint-Bénigne de Dijon). La rotonde est conservée à l'est de l'église.
Le 31 juillet 1479, l'église est témoin du roi de France Louis XI qui confirme sa protection royale pour la ville de Dijon.
Au XVIIe siècle, la flèche est confrontée à deux incendies à cause de la foudre.
En 1792, l'ancienne abbatiale est faite cathédrale du diocèse de Dijon créé en 1731.
La rotonde est détruite en 1792 sauf la crypte, étage inférieur de la rotonde, qui est comblé avec les décombres et nivelé sous la cour de l'évêché. Les dessins de dom Urbain Plancher, grand prieur de Saint-Bénigne, faits entre 1719 et 1722 permettent d'avoir une représentation de la rotonde avant sa démolition.

Vue panoramique de la crypte.

La crypte.
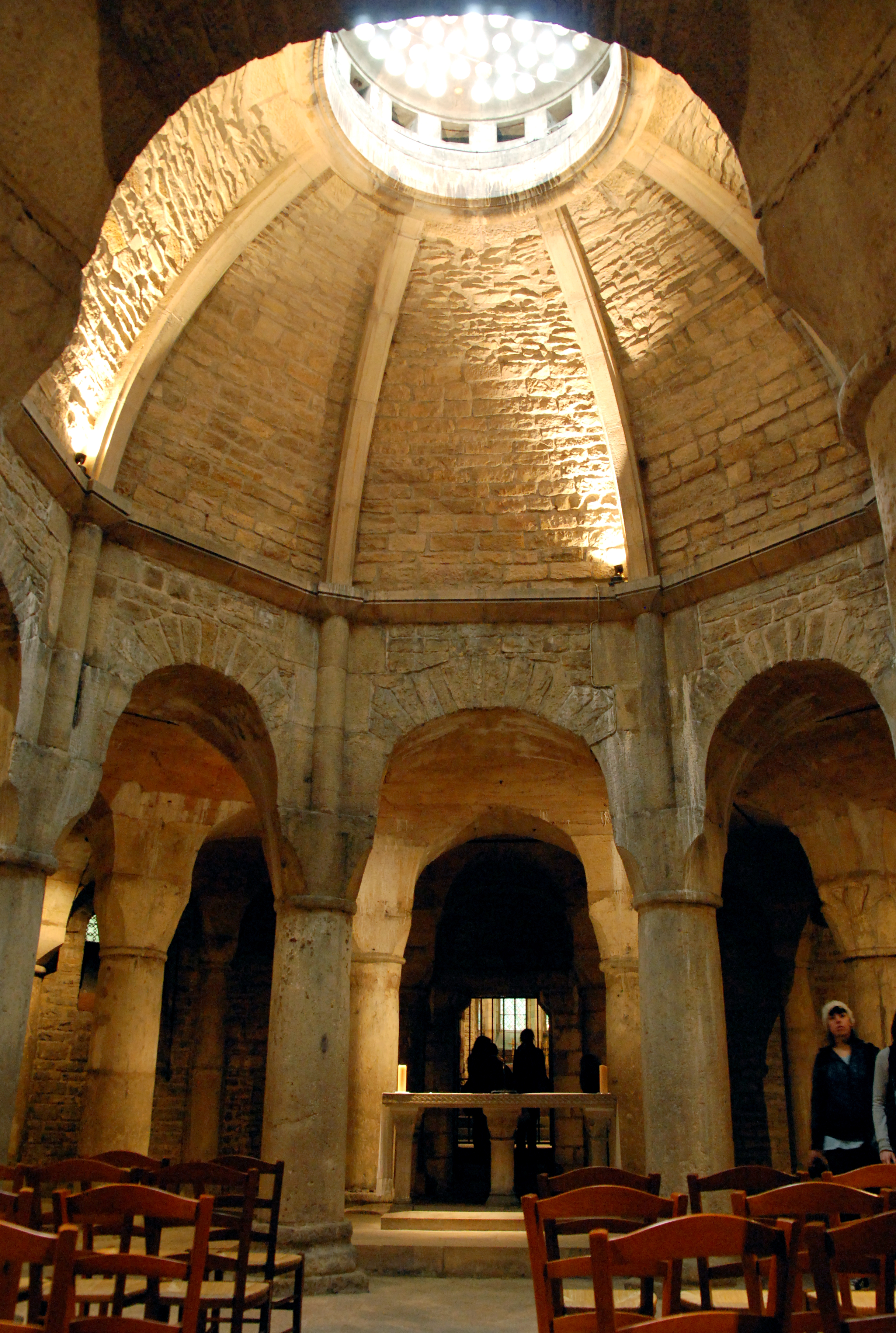
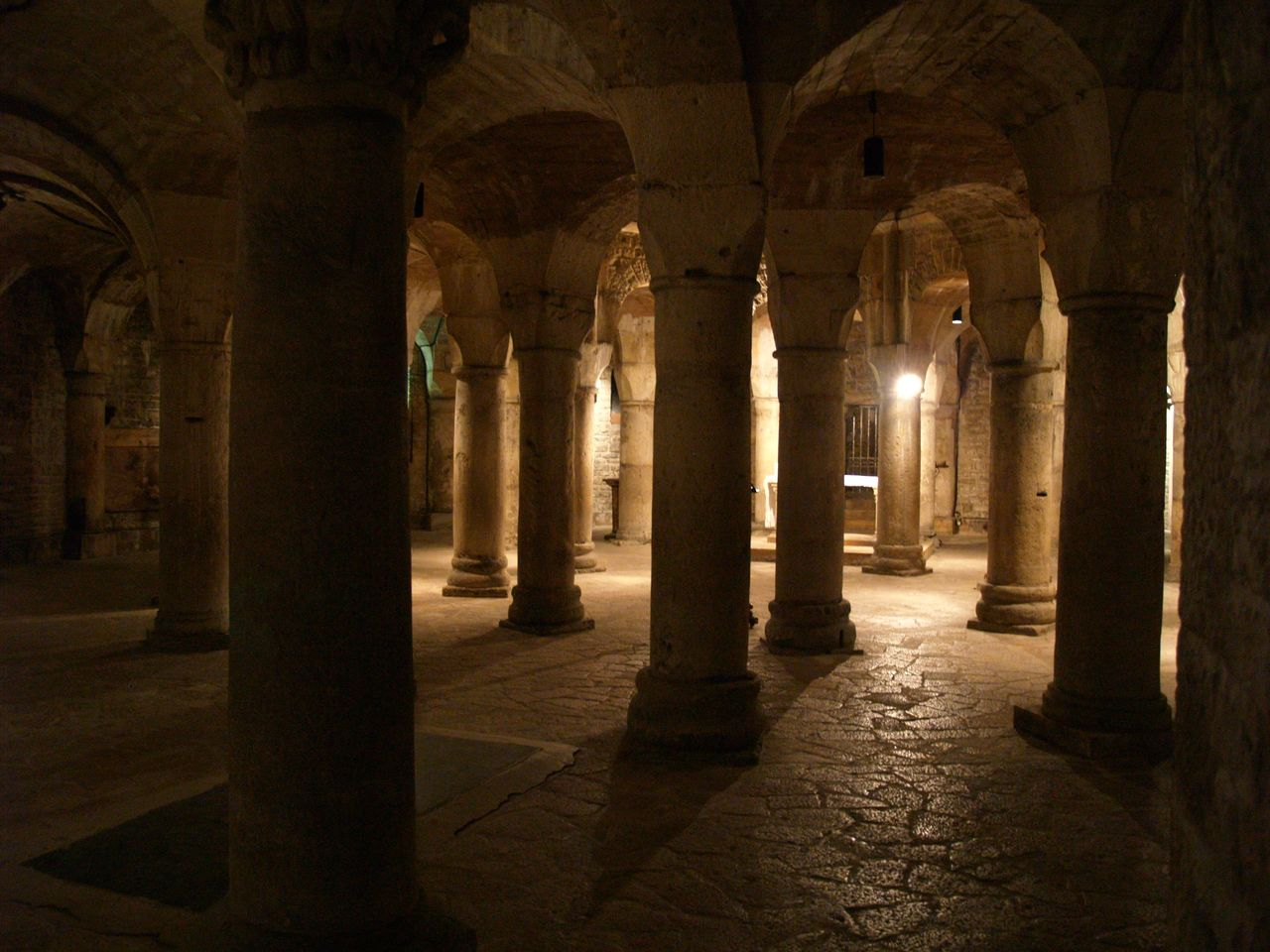
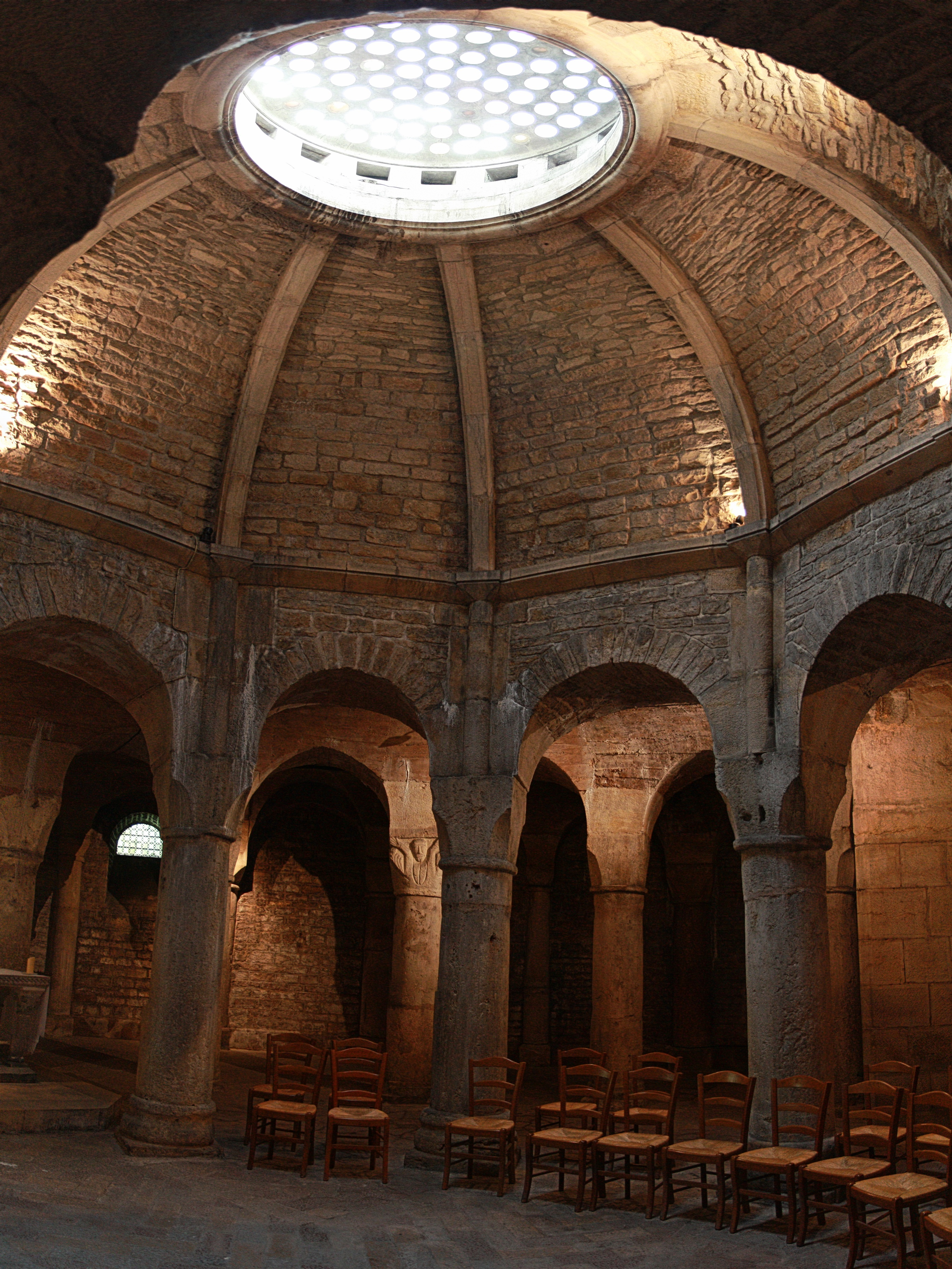
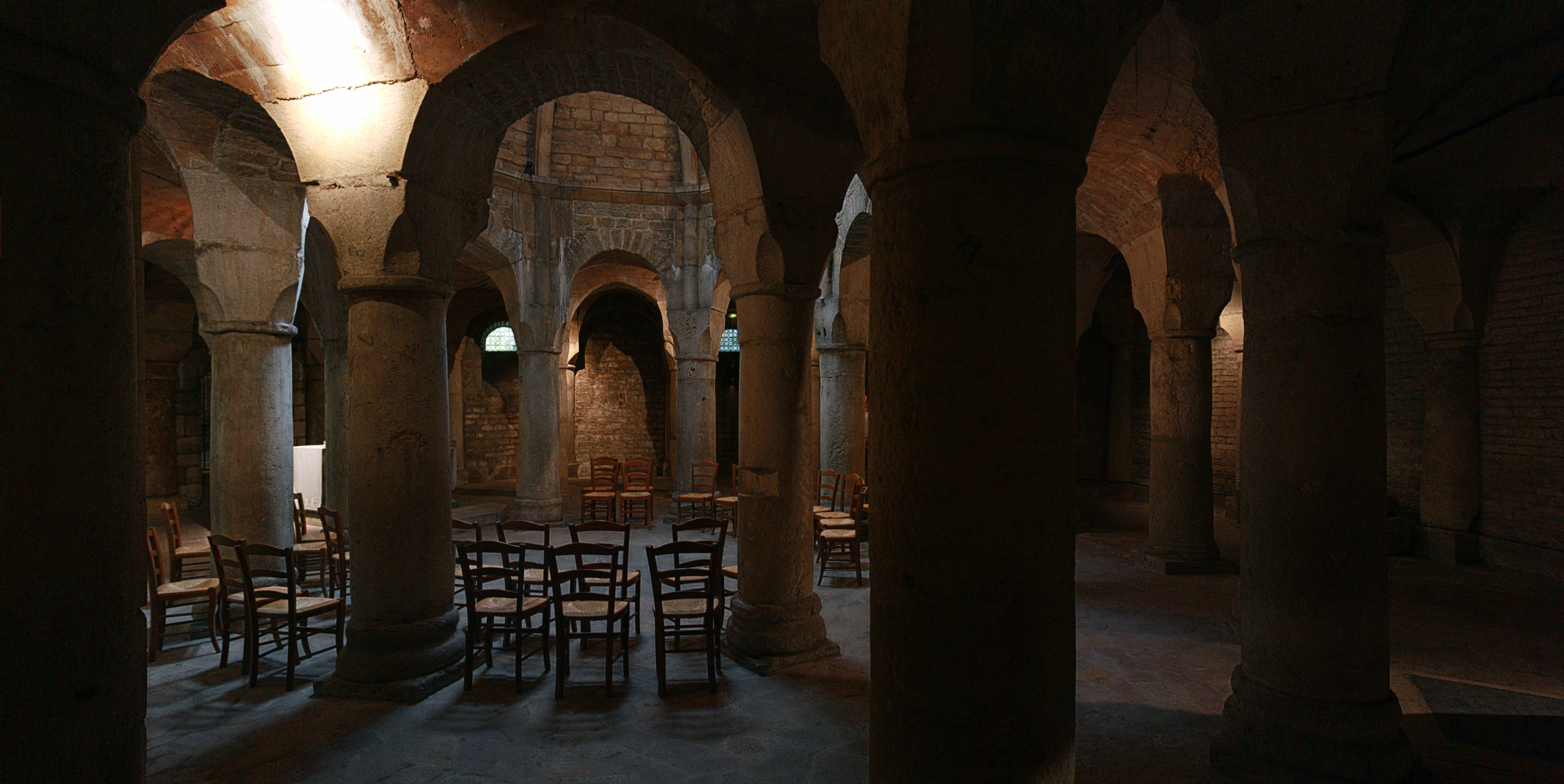

Les vestiges de la rotonde sont redécouverts accidentellement en 1844 et un début de dégagement est amorcé. Mais c'est à l'occasion du projet de création d'une nouvelle sacristie à l'est de la cathédrale que la rotonde est restaurée à partir de 1858 par Jean-Philippe Suisse, architecte diocésain, sous la supervision d'Eugène Viollet-le-Duc. L'exiguïté du terrain et la forte axialité du chevet amène Jean-Philippe Suisse à un projet audacieux pour la sacristie : une composition néogothique dans l'esprit du chevet de la cathédrale, située au-dessus de la rotonde et reprise par des arcs en sous-œuvre portant sur deux piliers, évitant le report des charges sur les colonnes du XIe siècle.
La rotonde elle-même est restaurée avec beaucoup de soin : si l'état très dégradé des maçonneries impose une reconstruction, les colonnes anciennes sont remployées autant que possible, le traitement des voûtes évoque les techniques médiévales de banchage. Charles Suisse, fils de Jean-Philippe, succédant à son père à partir de 1878, achève le dégagement de la chapelle axiale de la rotonde. L'édifice est ainsi à la fois un témoin majeur de l'architecture pré-romane et de l'histoire des restaurations. En 1884, Charles Suisse fait détruire la flèche qui menaçait de s’effondrer et la remplace par une nouvelle, terminée en 1886 et surmontée d’une croix s’élevant à 93 mètres du sol.

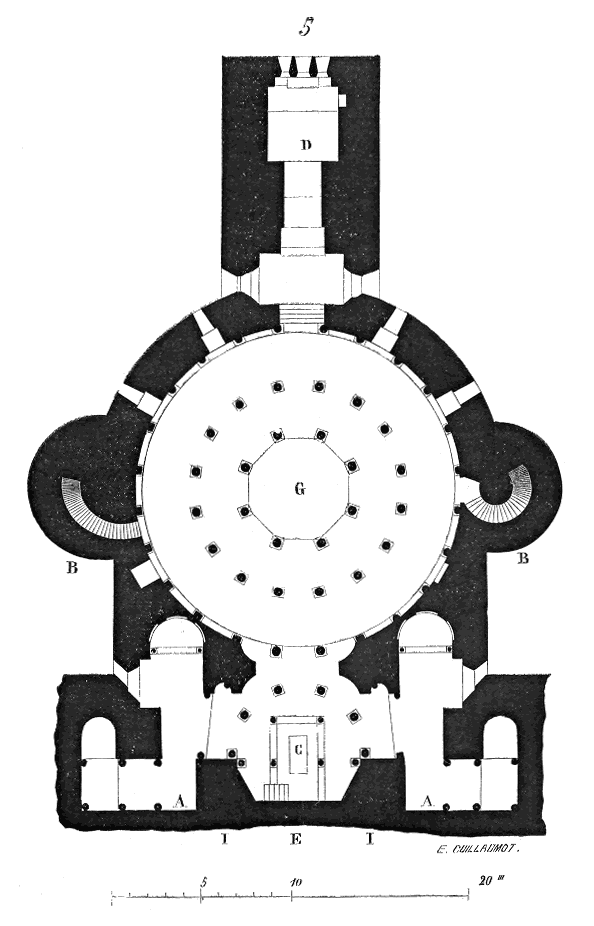
Plan de la crypte de la cathédrale Saint-Bénigne, d'après Eugène Viollet-le-Duc.
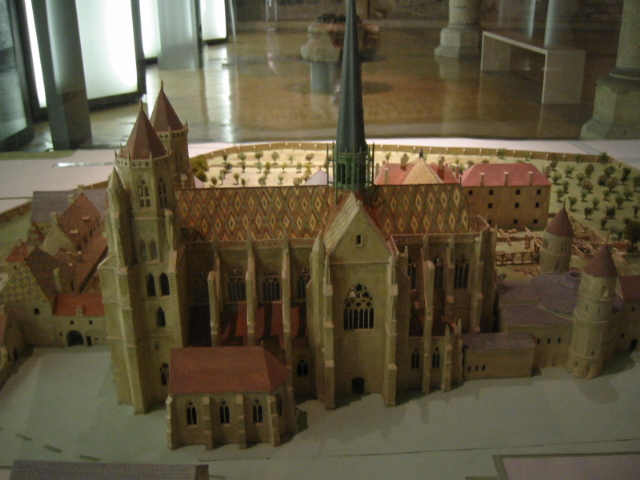
Maquette de l'abbaye Saint-Bénigne de Dijon.
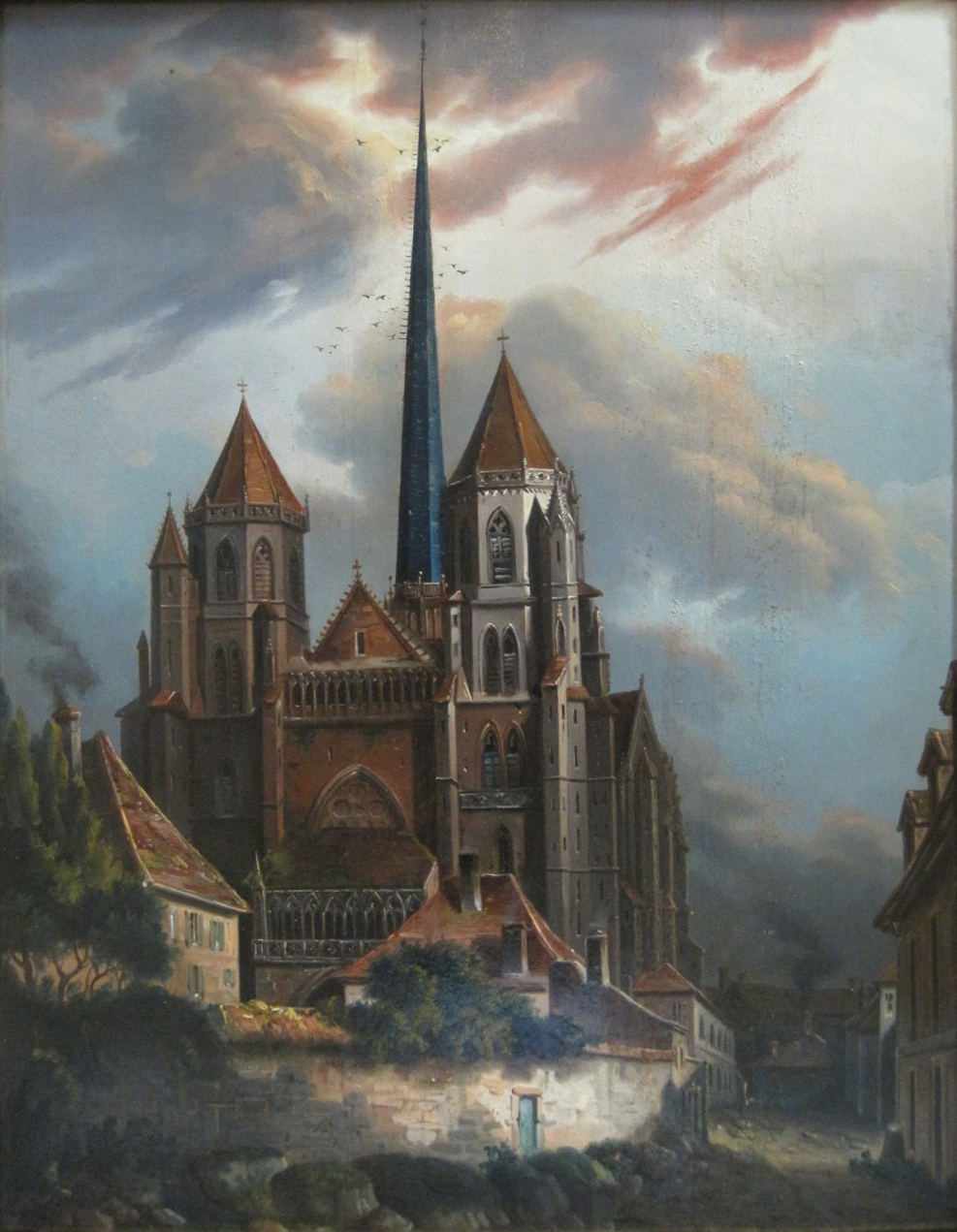
Tableau conservé au Musée d'art sacré de Dijon.
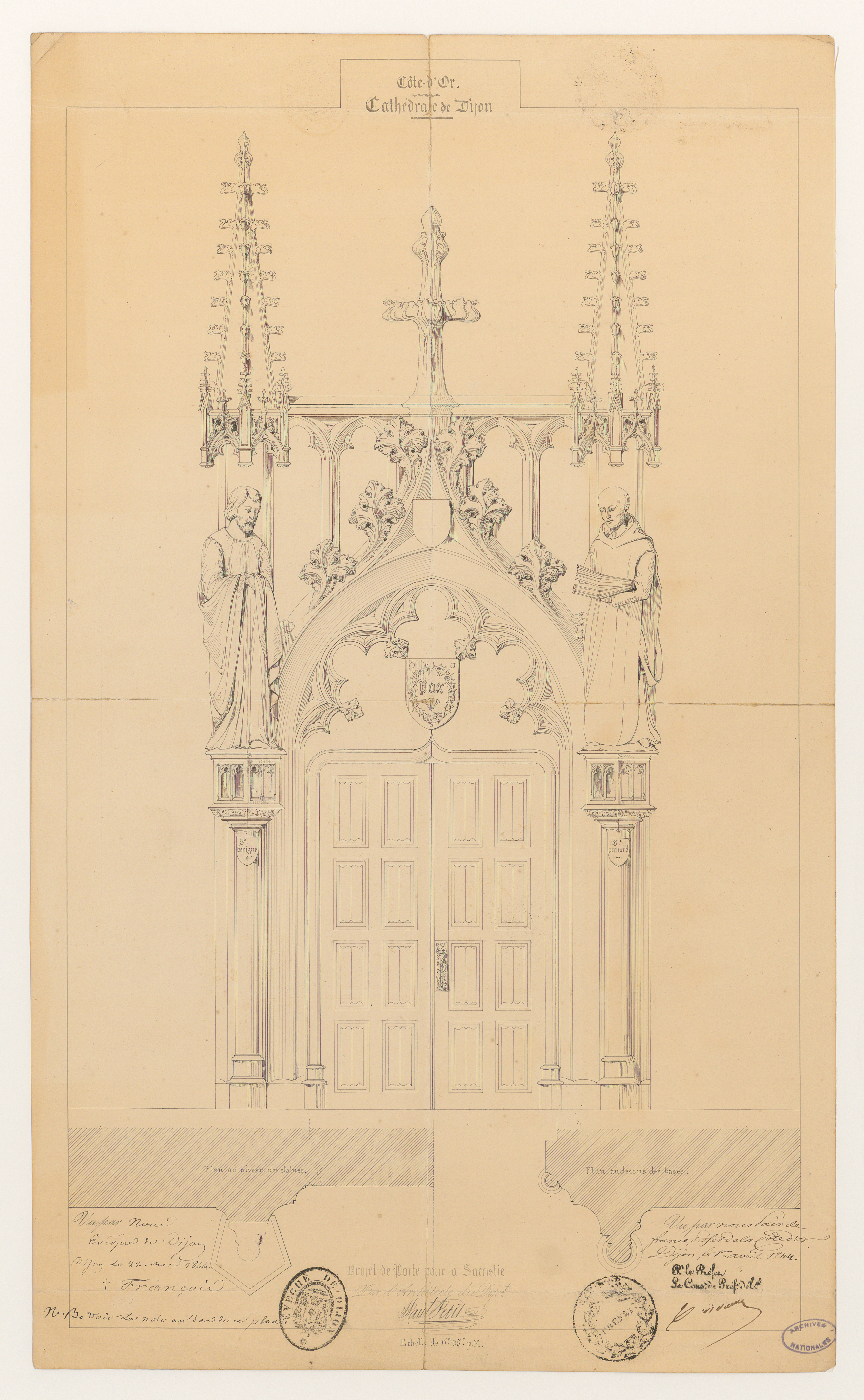
Projet de porte pour la sacristie, par P. Petit (1844).

La crypte fait l'objet de travaux de consolidation et de mise en valeur, conduisant à sa réouverture à l'été 2024.

### Affaire dite du «Père Noël supplicié de Dijon»
Le 23 décembre 1951, le vicaire de la cathédrale Saint-Bénigne, Jacques Nourissat, en accord avec l'évêque, fait brûler l'effigie du Père Noël sur le parvis de la cathédrale, pour protester contre la dérive commerciale et païenne de la fête religieuse. L'événement fait alors grand bruit dans la ville et dans la presse nationale. En mars 1952, l’ethnologue Claude Lévi-Strauss le commente dans le texte intitulé « Le Père Noël supplicié », qui paraît dans la revue Les Temps modernes,.

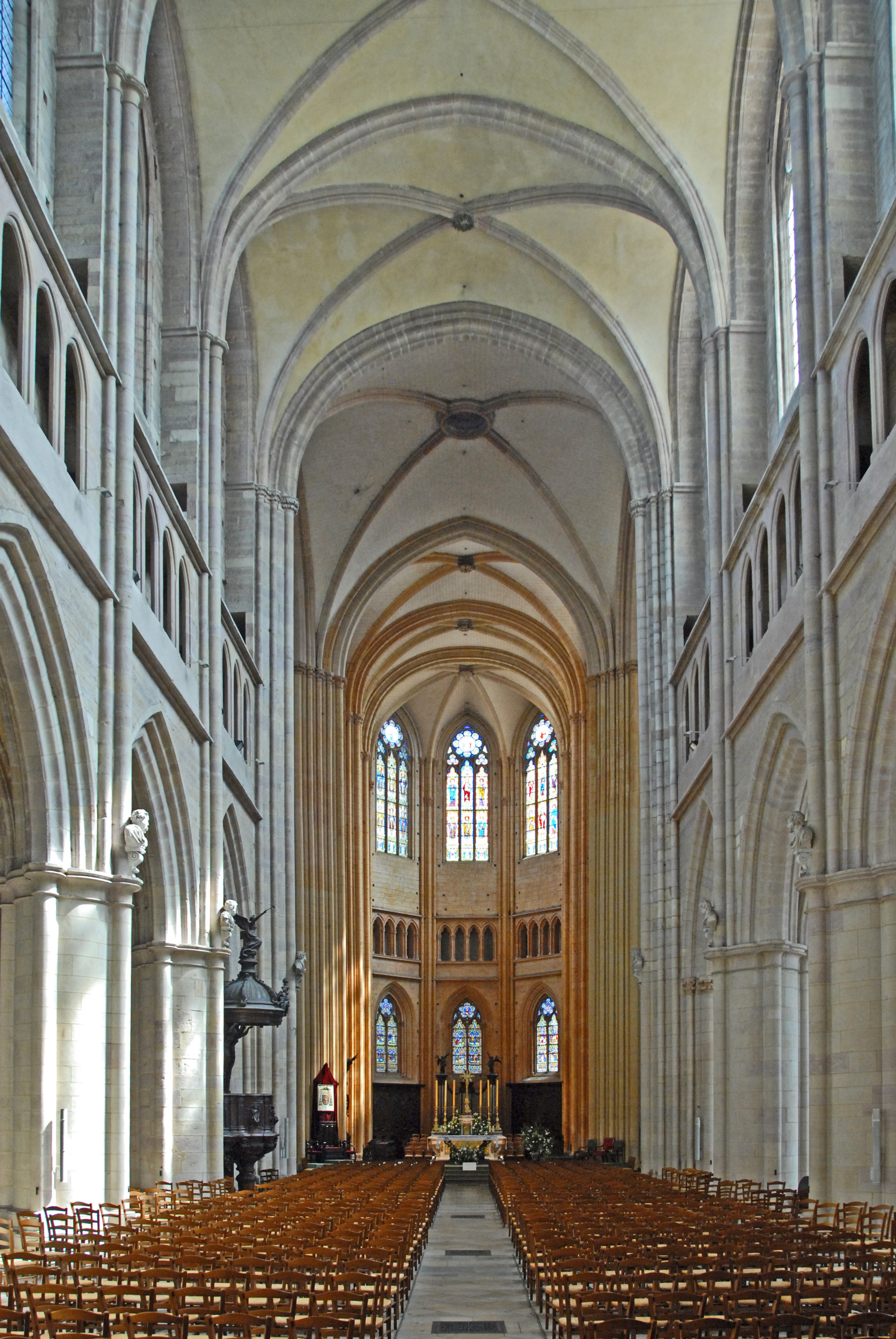
Vue intérieure de la cathédrale.

## Architecture

### Dimensions

#### Extérieures
- Longueur (sans compter le porche) : 68 mètres
- Largeur de la façade occidentale : 29 mètres
- Hauteur de la flèche : 93 mètres (œuvre de Charles Suisse)
- Longueur porche : 3,5 mètres
- Largeur porche : 9 mètres

#### Intérieures
- Hauteur sous voûte de la nef et du chœur : 26 mètres
- Hauteur sous voûte des bas-côtés : 14,3 mètres

### Historique
La chapelle Sainte-Marie est une trace encore visible de la campagne de restauration menée par l'évêque de Langres Isaac en 871. La chapelle terminale de l’église souterraine est signalée dès 938. Elle possède une salle presque carrée (4,70 m x 4,25 m x 3,70 m de haut) voûtée en plein cintre. Trois baies juxtaposées sont ouvertes dans l’axe de la pièce ; les baies actuelles ont été restaurées en 1890. La chapelle est sans décoration. Sur la paroi nord, des pierres anciennes avec entrelacs carolingiens ont été enchâssées au XIXe siècle, tout comme la dalle tombale dans le mur sud, il s'agit de la dalle du moine Turpericus, de l’époque mérovingienne. La basilique restaurée par Isaac est totalement rasée en l’an 1000.
L'évêque de Langres Brunon de Roucy établit en 989 l'ordre de Cluny à l'abbaye Saint-Bénigne. À sa demande, Mayeul, Abbé de Cluny, y détache des « moines d'élite ». Douze moines arrivent à Dijon le 24 novembre 989. En 990, Guillaume de Volpiano, moine de Cluny, est nommé abbé. Les bâtiments menacent de tomber en ruine.
Le 14 février 1002, la première pierre des nouveaux bâtiments est posée. Guillaume dirige lui-même les ouvriers venus d’Italie. Il s’agit de construire trois sanctuaires, sur l’emplacement des constructions du IXe siècle, composés d'une église souterraine, de l'abri du tombeau de saint Bénigne, d'une église au niveau du sol pour le culte, d'une rotonde au chevet des deux églises de trois étages. Ces trois constructions couvraient une longueur de cent mètres et une largeur de vingt-cinq mètres. L’étage inférieur de la rotonde (la crypte de la cathédrale) est le seul vestige actuel de cet ensemble. La consécration a lieu le 30 octobre 1016. La rotonde à l'est le sera le 13 mai 1018.

### L'ancien portail
L'ancien portail de l'église abbatiale fut réalisé entre 1137 et 1147, après l'incendie qui ravagea la ville de Dijon le 28 juin 1137. Il disparut en 1813, lors du réaménagement de l'église devenue cathédrale. Seuls les piedroits furent conservés et en partie refaits.
Nous avons connaissance du portail d'origine par une gravure du XVIIIe siècle de Dom Urbain Plancher, moine bénédictin. Au XIVe siècle, lors de la reconstruction, ce portail roman est mis en place à la porte occidentale de la nouvelle église gothique. Au tympan, on retrouve le Christ en majesté et la représentation allégorique de l'Église et de la Synagogue (Ecclesia et Synagoga).
On y trouve également les thèmes de la Nativité, l'Annonce aux bergers, les rois mages à cheval. Le tympan est encadré de quatre voussures sur lesquelles se trouvent les anges, Hérode et le massacre des Innocents, les vieillards de l'Apocalypse, ainsi que des rinceaux de feuillages avec des oiseaux et des sphinx. Sur le trumeau une sculpture de saint Bénigne. Sur les huit piédroits des statues colonnes de 2 mètres de haut, représentant de gauche à droite : Salomon, Aaron, saint Paul, Ezéchias, David, saint Pierre, Moïse, et la reine de Saba.
De ce portail, il ne reste plus aujourd'hui que cinq morceaux : la tête de saint Bénigne qui provient de la statue du trumeau, la tête de saint Pierre, deux violes qui faisaient partie d'un voussure, ainsi qu'un morceau de l'archivolte.

Tête de Bénigne de Dijon (musée archéologique de Dijon)
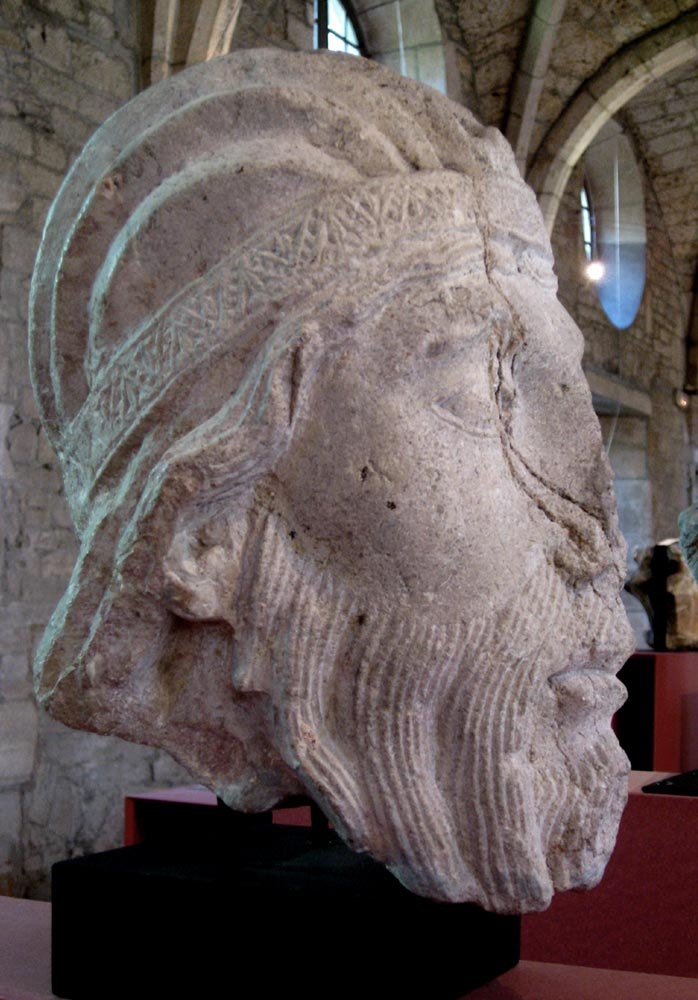
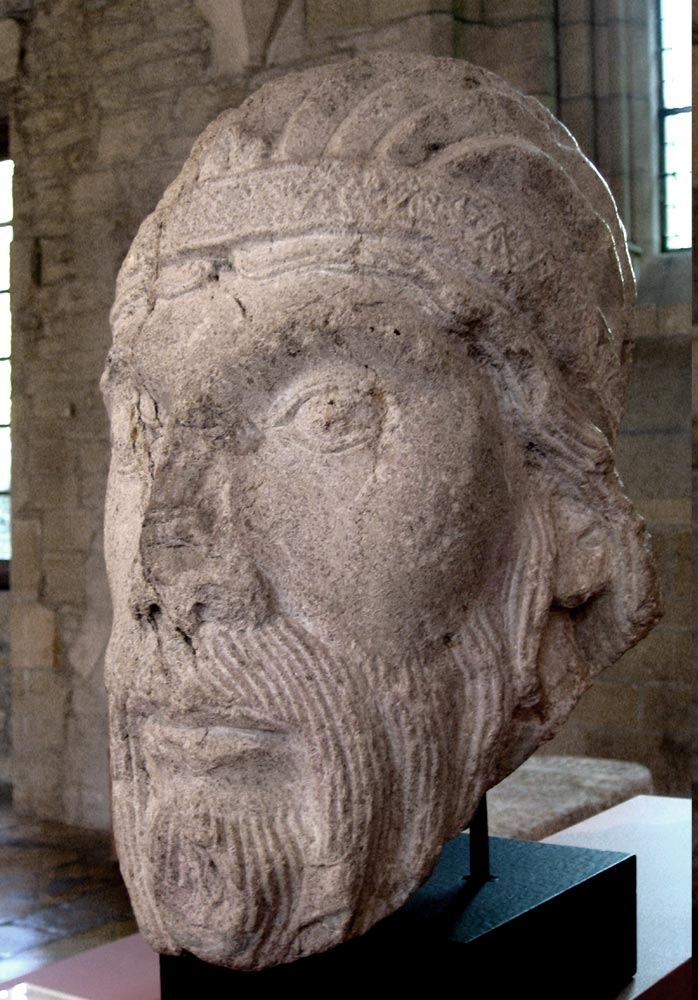
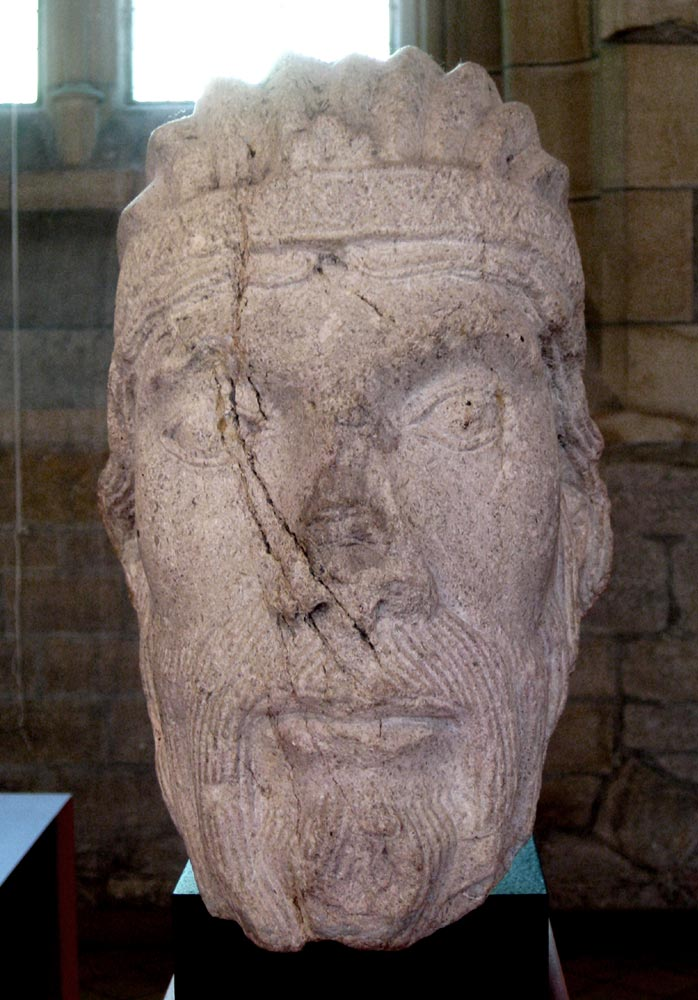
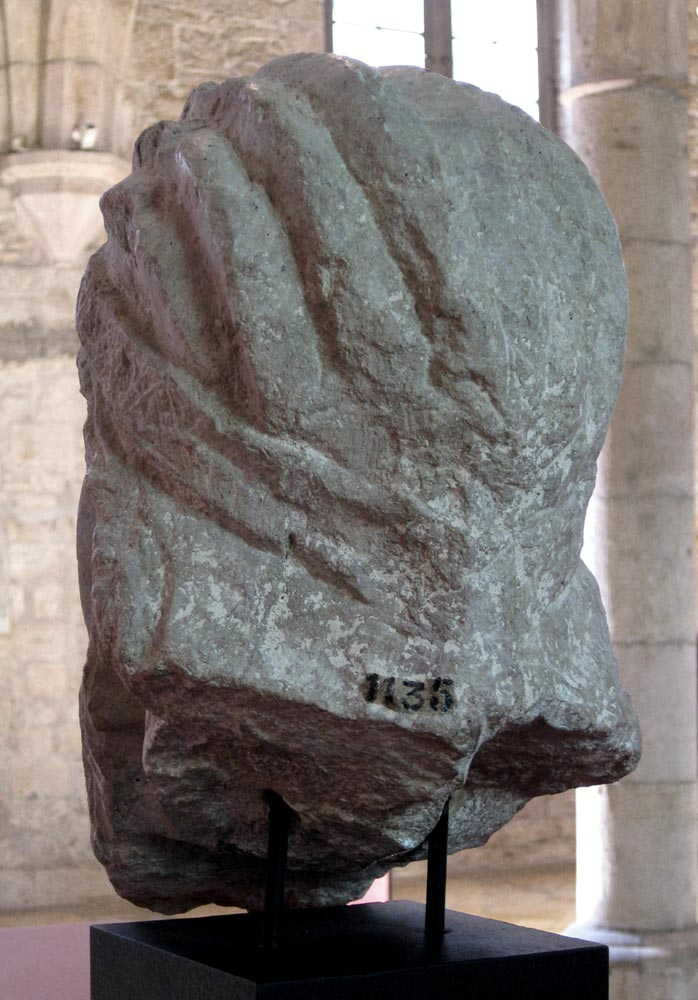

### Nef
La nef fit l'objet de plusieurs sondages archéologiques entre 1976 et 1978 sous l'autorité de Carolyn Malone. On a retrouvé dans la nef, 7 sépultures dont deux bourgeois, un abbé, et quatre moines. Sous la nef actuelle, se trouve l'église inférieure ou crypte desservie par un escalier qui fut dégagé lors des sondages du XXe siècle.

### Chœur
La première chose qui frappe le visiteur qui rentre dans la cathédrale Saint-Bénigne est la différence de couleur entre la nef et le chœur. Les sources indiquent que, au Moyen Âge, la pierre du chœur était ocre. Aussi, lors de la dernière restauration (1988-1995), un architecte a essayé d'évoquer cette couleur.
Le chœur se caractérise par de grandes colonnes qui montent sans interruption jusqu'à la voûte, assurant un effet d'élancement vers le ciel assez réussi. Le chœur, comme la nef, possède trois niveaux d'élévation : fenêtres basses, triforium et fenêtres hautes. Le triforium est partout encadré, en haut et en bas, par un bandeau mince en forte saillie qui coupe l'élancement des élévations. Les colonnes du sanctuaire - d'une seul tenant - et leur effet ascensionnel n'en ressortent que plus fortement.

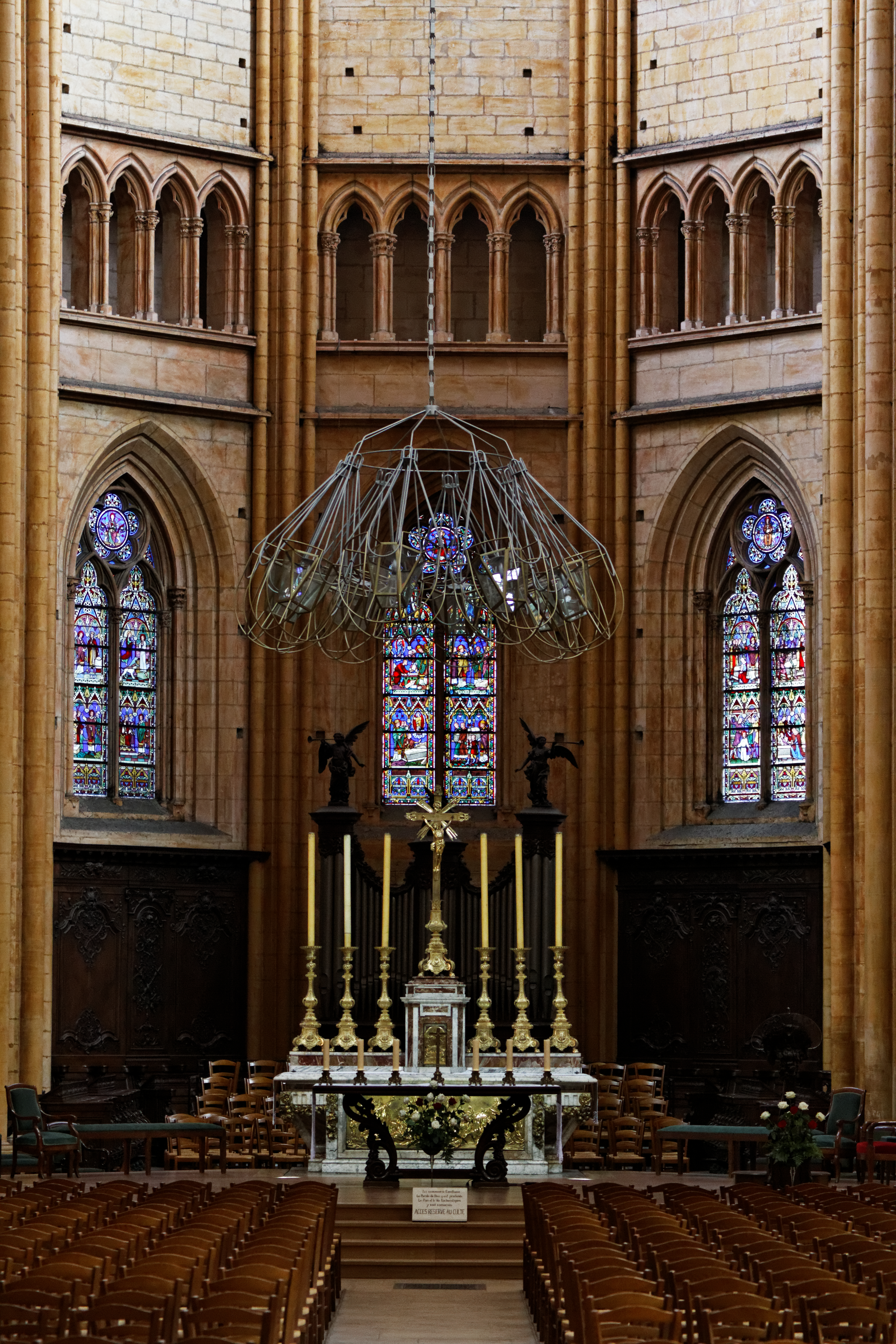
Autel de la Cathédrale

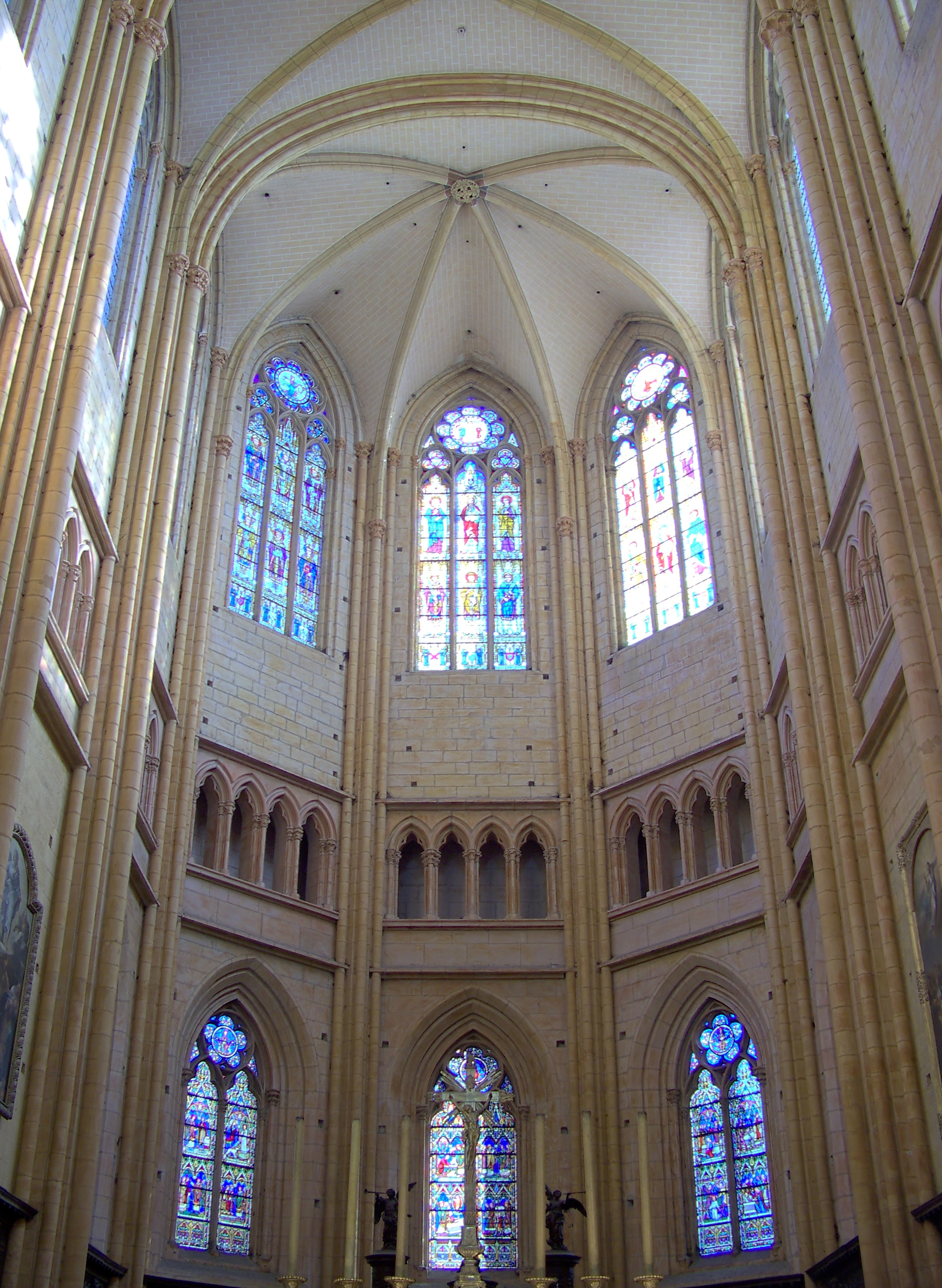
choeur

On observe dans le chœur un large parement entre le triforium et les fenêtres hautes : c'est une particularité de Saint-Bénigne.
Dans le chœur en cinq-huitièmes (de) reposaient 4 abbés.

### Rotonde
Volume circulaire de 16,5 mètres de diamètre, reposant sur trois anneaux de 8, 16 et 24 colonnes, cette rotonde, d'un type rare dans l'architecture médiévale occidentale, était d'une ampleur considérable pour le XIe siècle.
Aujourd'hui réduite à son étage souterrain, elle comptait trois niveaux principaux et plusieurs accès depuis le vaisseau principal. Son programme avait été conçu en lien étroit avec les processions qui s'y déroulaient. L'accès aux espaces inférieurs se faisait depuis la crypte sous la nef par le tombeau de saint Bénigne, martyr, qui ouvre sur le niveau inférieur, dédié à Jean-Baptiste, figurant les précurseurs de l'église et ses premiers témoins. L'étage supérieur, de niveau avec la nef et le chœur, était dédié à la Vierge, figure médiatrice entre l'humanité et la divinité. Il était prolongé par une chapelle axiale à l'est, sous le même vocable. Le troisième niveau, plus lumineux et dégagé, était dédié à la Trinité.
La proximité, symbolique et architecturale, de la rotonde avec la Panthéon de Rome était particulièrement visible à ce dernier niveau, couvert d'une coupole percée en son centre d'un jour qui illuminait tous l'édifice par le percement du sol des deux niveaux supérieurs. Une autre source antique peut aussi être invoquée, celle des mausolées de l'antiquité tardive.

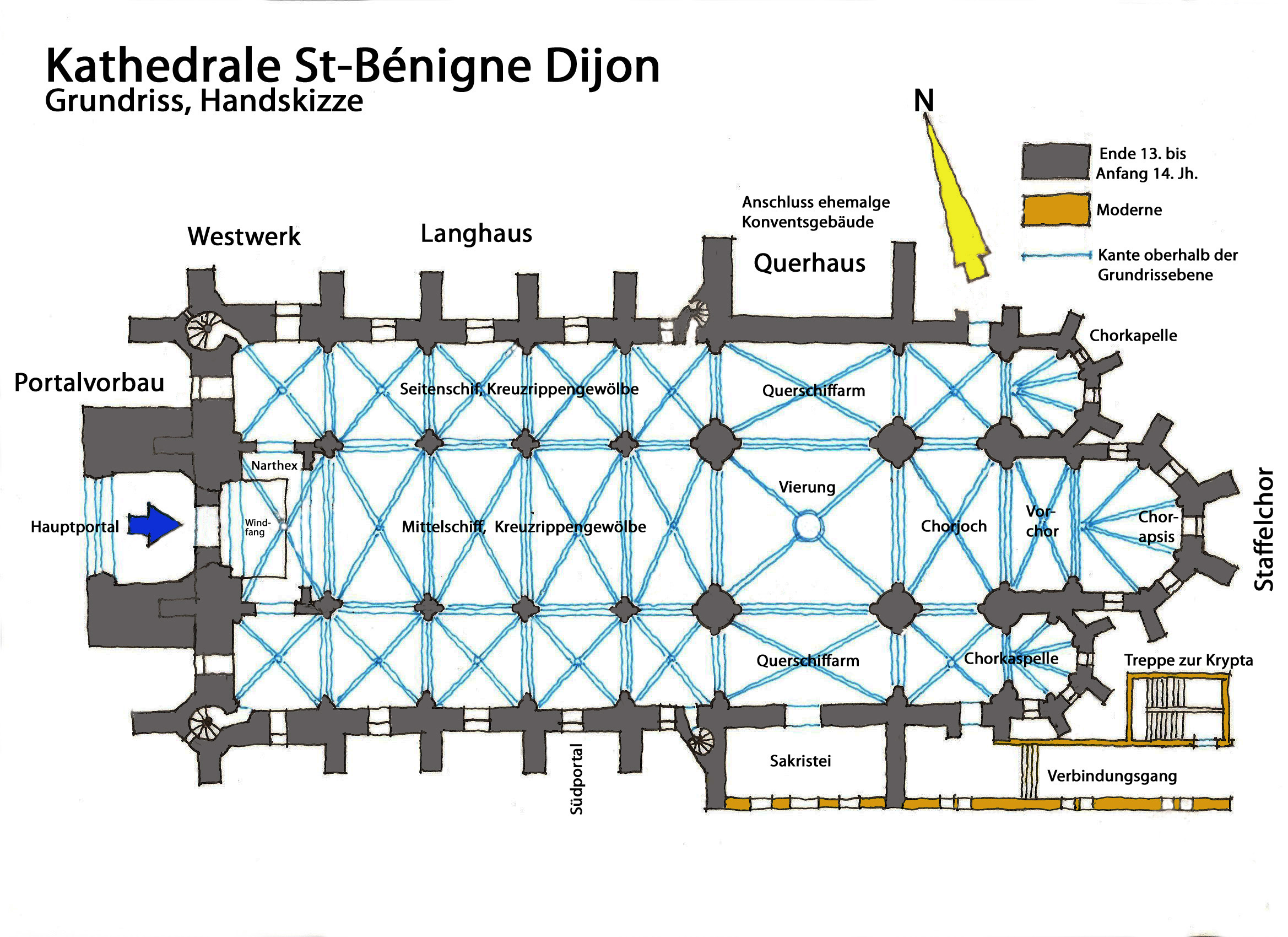
Plan de la cathédrale.
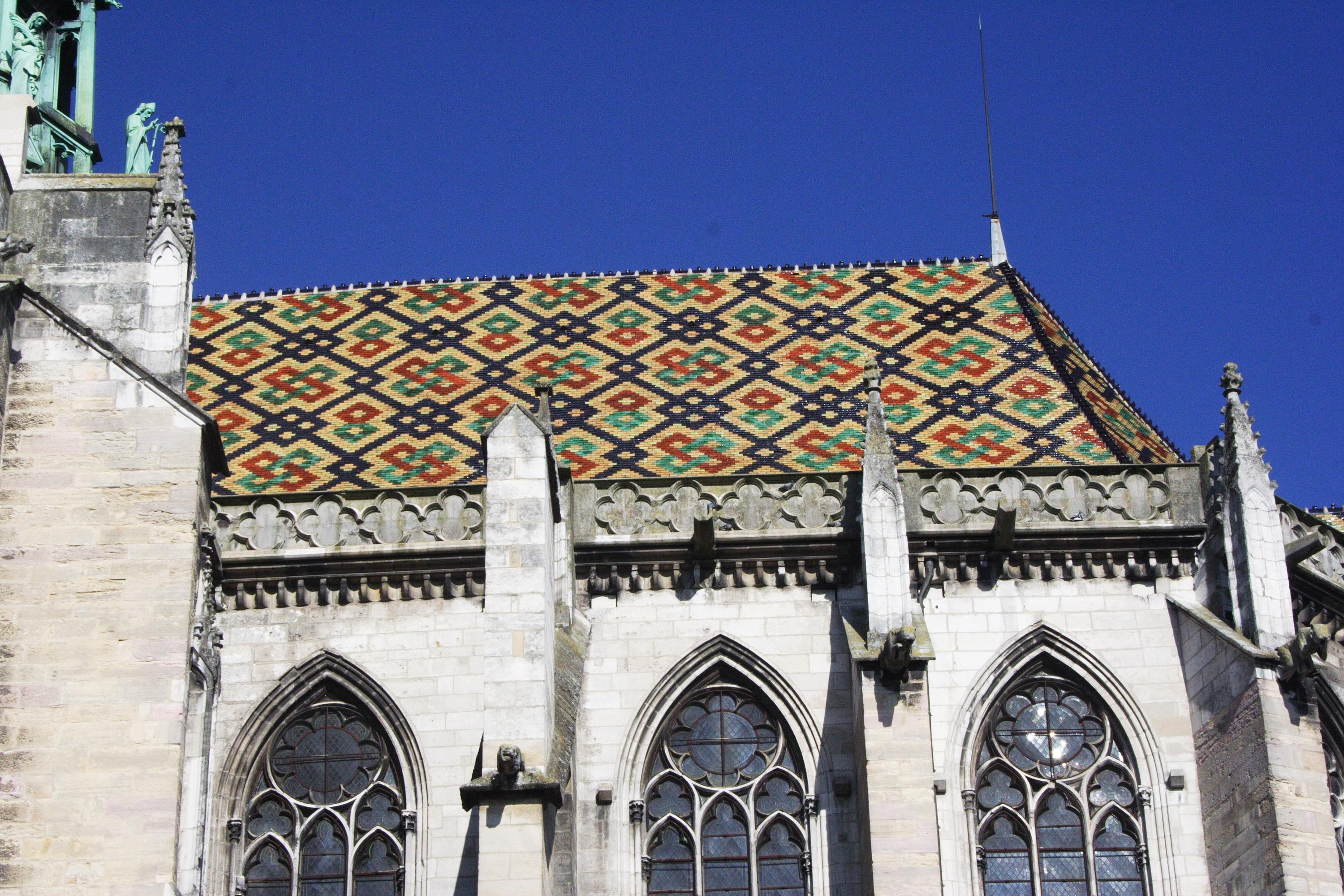
Toiture traditionnelle bourguignonne en tuile vernissée de Bourgogne.
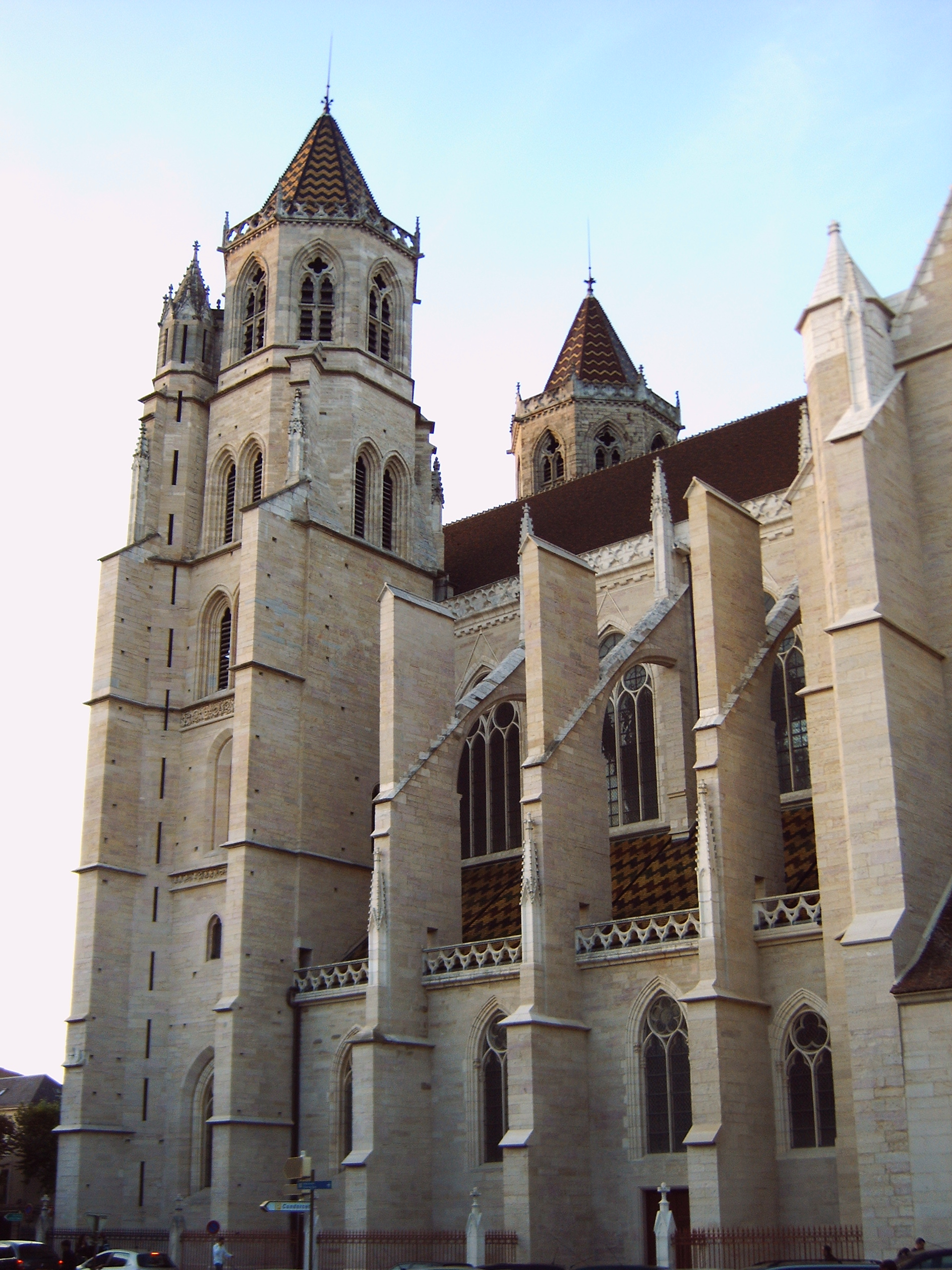
Vue extérieure de la cathédrale.
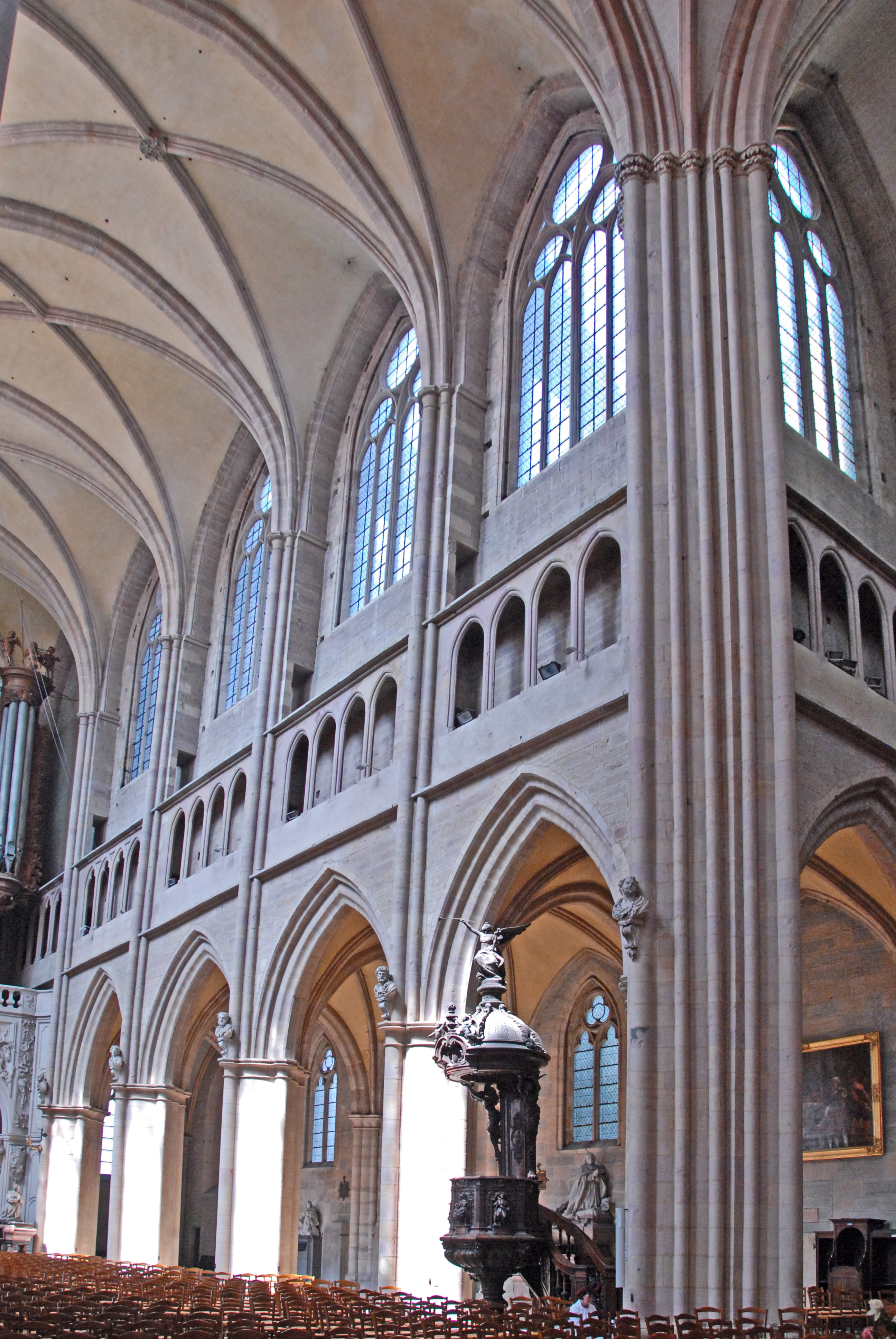
Vue intérieure de la cathédrale.
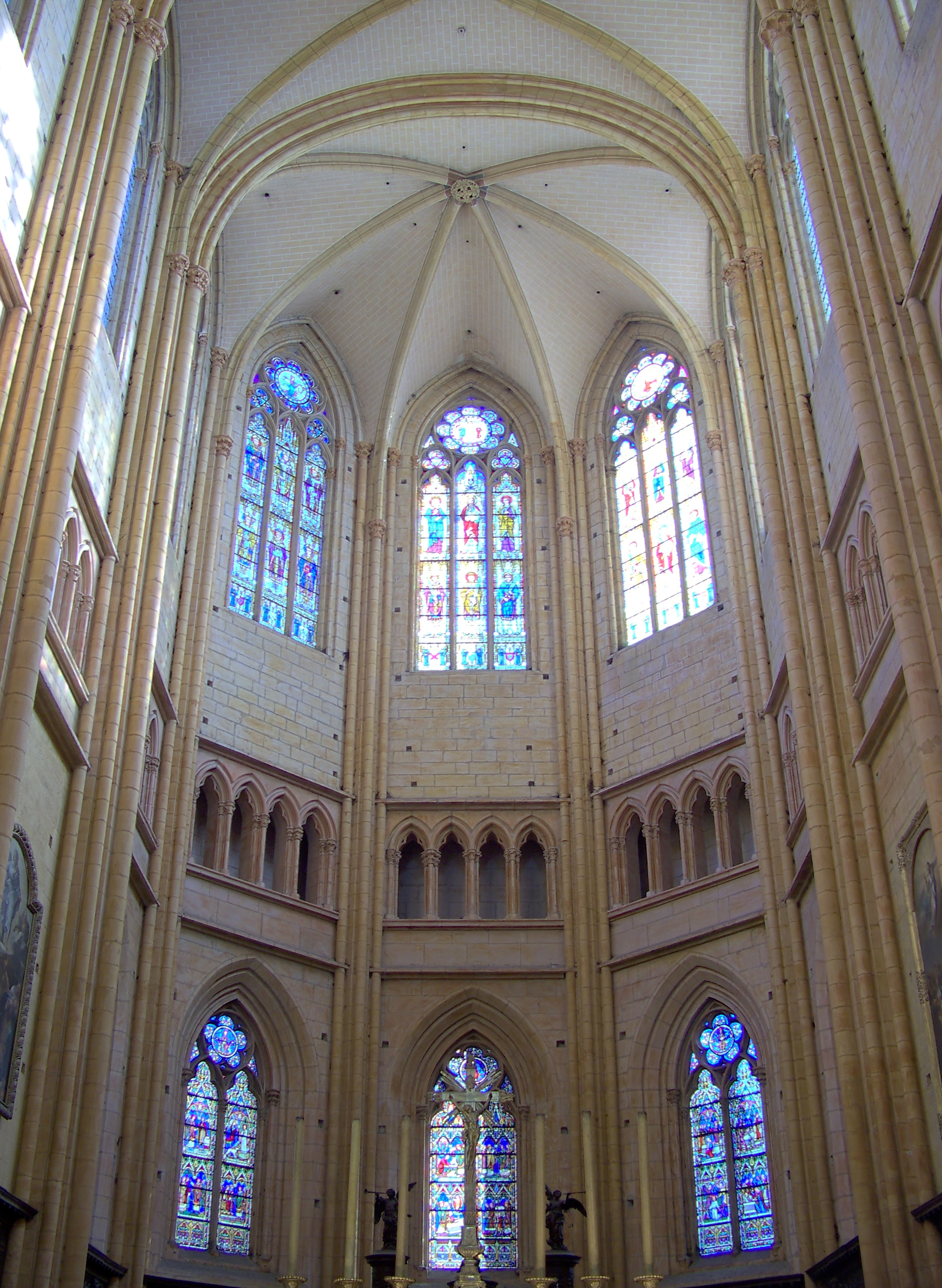
Voûtes du chœur.
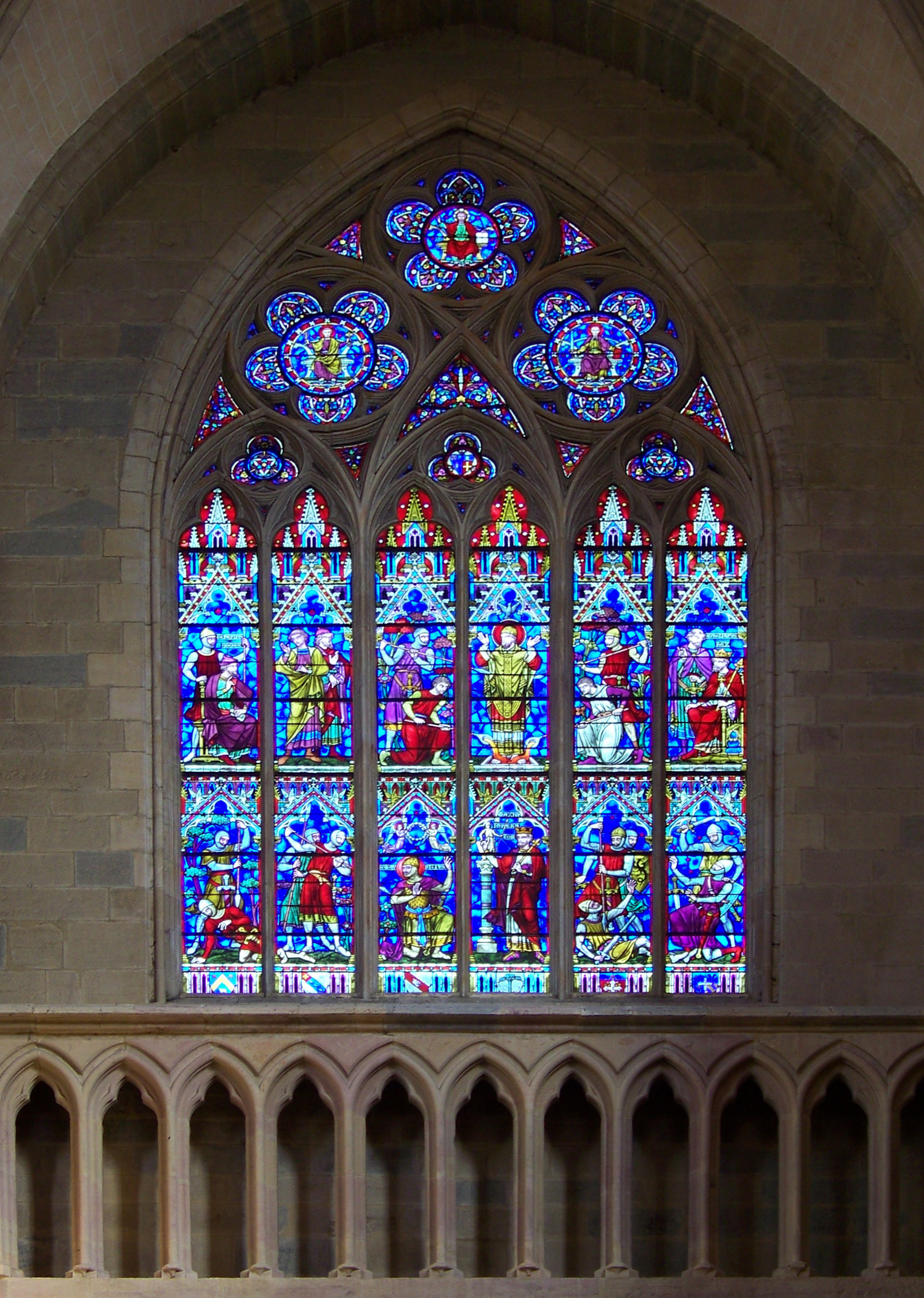
Vitrail nord.

## L'orgue

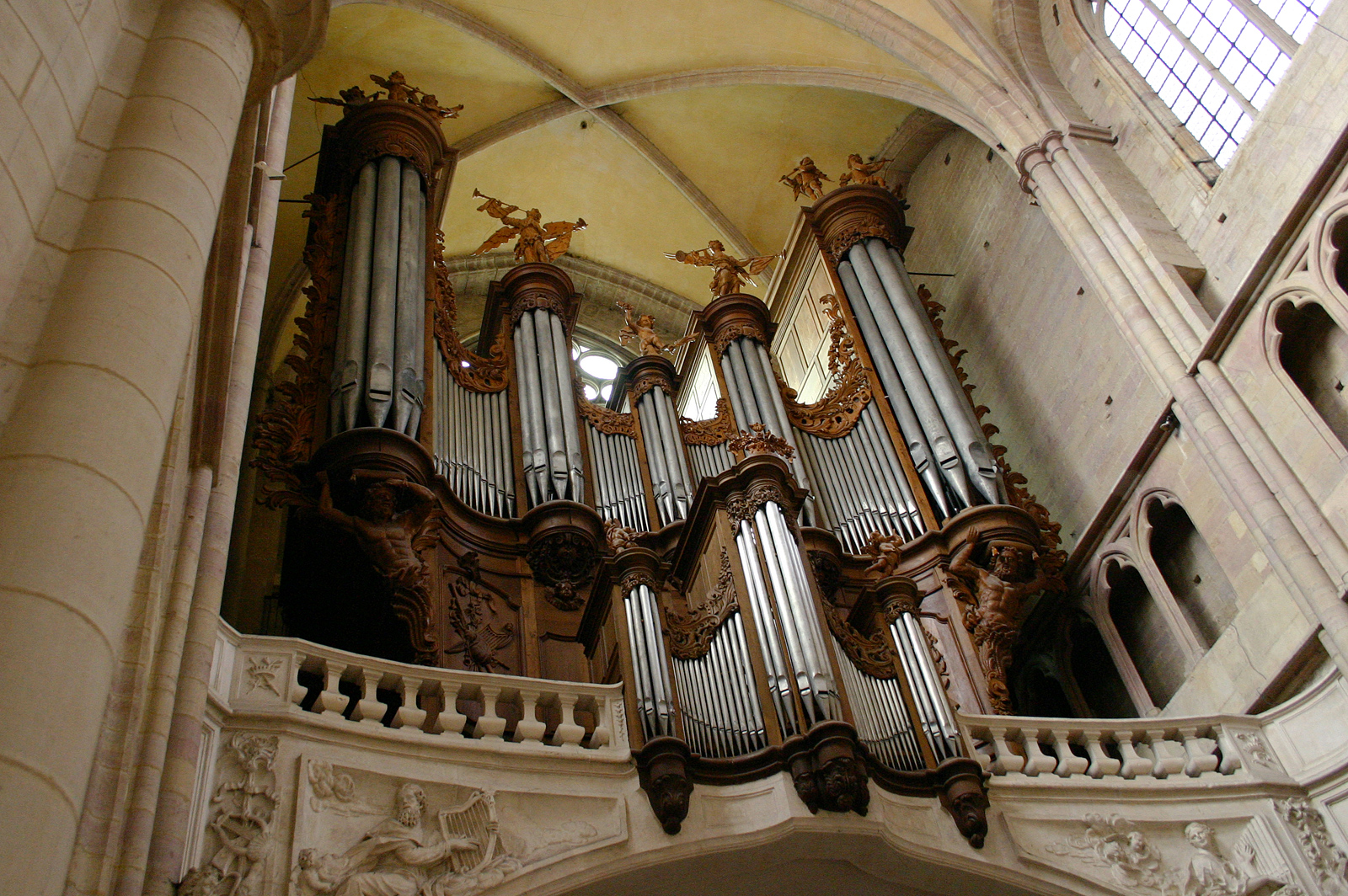
Orgue de la cathédrale

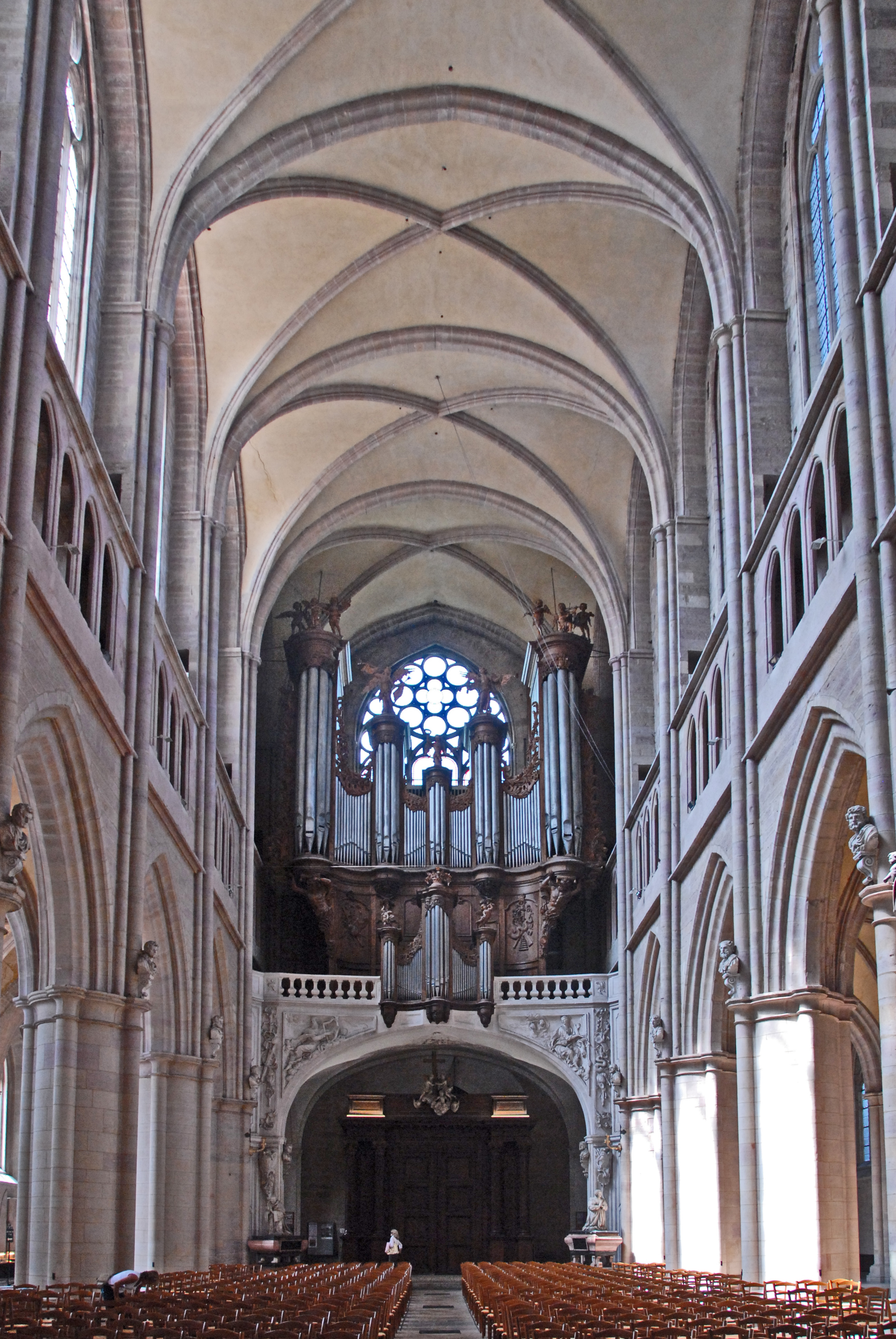
Intérieur de la cathédrale

Construit de 1740 à 1745 par Charles-Joseph Riepp et son frère Robert, originaires d'Ottobeuren en Souabe, l'orgue de l'abbaye bénédictine Saint-Bénigne était le plus important alors réalisé en province, avec son jeu de montre de 32 pieds au clavier de Grand Orgue. Charles-Joseph Riepp construisait dans le style français ; on lui doit aussi l'orgue de Dole et les orgues de l'abbaye d'Ottobeuren où il a réalisé plus tard une synthèse des styles français et allemand.
En 1787, Jean Richard, de Troyes, reconstruisit l'instrument : l'étendue des claviers passe de 51 à 54 notes, les sommiers sont changés, le plein-jeu est augmenté de deux rangs et le chœur d'anches est refait à neuf,.
Après les restaurations de 1846-1848 par Daublaine Callinet et celles de 1860 par Joseph Merklin, l'orgue a conservé la majeure partie de son matériel sonore, bien que les jeux de tierces aient disparu au profit de jeux de fonds et que le 32 pieds ait été transféré à la pédale. Ce n'est qu'en 1953 qu'une grande restauration, effectuée sous le contrôle de la commission des orgues historiques (Félix Raugel) par les établissements Roethinger, transforme l'instrument en l'équipant d'une transmission électropneumatique. Il est recomposé sur trois claviers et pédalier, et ré-harmonisé dans le style néoclassique par Robert Boisseau.
La restauration effectuée de 1987 à 1996 par Gerhard Schmid a regroupé dans les buffets anciens l'orgue tel qu'il était composé à la fin du XVIIIe siècle avec en plus un plan de récit expressif, situé derrière le grand buffet, et qui regroupe les jeux du XIXe siècle et ceux de Roethinger. L'instrument qui a retrouvé son 32 pieds manuel comporte cinq claviers et compte 73 jeux. La transmission est mécanique pour les notes et le tirage des jeux qui est doublé par un tirage de jeux électrique est associé à un combinateur. La Composition du grand orgue restauré est la suivante :
| I Positif G0A0–g3 |       |     |
| Bourdon (au c)    | 16′   |     |
| Montre            | 8′    | R/R |
| Bourdon           | 8′    | R/R |
| Second (au c)     | 8′    |     |
| Prestant          | 4′    | R/R |
| Flûte             | 4′    | R/R |
| Nasard            | 2/3′  |     |
| Doublette         | 2′    | D/M |
| Tierce            | 13/5′ |     |
| Larigot           | 1/3′  |     |
| Carillon III      |       |     |
| Fourniture IV     |       | R/R |
| Cymbale III       |       | R/R |
| Trompette         | 8′    | R/R |
| Cromorne          | 8′    | R/R |
| Voix humaine      | 8′    |     |
| Clairon           | 4′    | R/R |
| Cornet (b–g3)     |       | R/R |

| II Grand Orgue et Bombarde G0A0–g3 |       |     |
| Montre (F–g3)                      | 24    | R/R |
| Montre                             | 16′   | R/R |
| Bourdon                            | 16′   | R/R |
| Montre                             | 8′    | R/R |
| Bourdon                            | 8′    | R/R |
| Flûte                              | 8′    | R/R |
| Gros Nasard                        | 51/3′ | R/R |
| PRestant                           | 4′    | R/R |
| Grande tierce                      | 31/5′ |     |
| Nasard                             | 2/3′  | R/R |
| Doublette                          | 2′    |     |
| Quarte de Nasard                   | 2′    |     |
| Tierce                             | 13/5′ |     |
| Grande fourniture III              |       | R/R |
| Fourniture IV                      |       |     |
| Cymbale                            |       |     |
| Cornet V (b–g3)                    |       | R/R |
| Bombarde                           | 16′   | R/R |
| 1re Trompette                      | 8′    | R/R |
| 2e Trompette                       | 8′    |     |
| 3e Trompette                       | 8′    |     |
| Clairon                            | 4′    | R/R |
| Grand Cornet VI (d#–g3)            |       |     |

| III Récit expressif C–g3 |     |     |
| Gambe                    | 16′ | D/M |
| Flûte harmonique         | 8′  |     |
| Bourdon                  | 8′  | D/M |
| Salicional               | 8′  | D/M |
| Gambe                    | 8′  | D/M |
| Voix céleste             | 8′  | D/M |
| Octave                   | 4′  |     |
| Gambe                    | 4′  | D/M |
| Octavin                  | 2′  |     |
| Piccolo                  | 1′  |     |
| Sesquialtera II          |     |     |
| Plein Jeu V              |     |     |
| Fourniture III           |     |     |
| Basson-Hautbois          | 8′  | D/M |
| Voix Humaine             | 8′  | D/M |
| Bombarde                 | 16′ |     |
| Trompette                | 8′  |     |
| Clairon                  | 4′  |     |
|                          |     |     |
| Trémolo                  |     |     |

| IV Récit d#–g3   |    |
| Bourdon-Flûte II | 8′ |
| Cornet V         |    |
| Hautbois         | 8′ |

| V Echo d#–g3 |    |
| Flûte        | 8′ |
| Cornet V     |    |
| Trompette    | 8′ |

| Pédale G0A0–g3         |     |
| Principal (G.O., C–f3) | 32′ |
| Flûte                  | 16′ |
| Flûte                  | 8′  |
| Flûte                  | 4′  |
| Bombarde               | 16′ |
| Trompette              | 8′  |
| Clairon                | 4′  |

- Accouplements : Tirasse Positif, Tirasse Grand Orgue, Tirasse Bombarde, Tirasse Récit expressif, Pos/G.O., Positif/G.O. à tiroir, Réc expr./G.O.
- Accessoires : Appel Bombarde, Combinateur électronique et sequenceur, crescendo.
- Tremblant doux.

R/R = Riepp/Richard
D/M = Ducroquet et Joseph Merklin.
Les organistes qui se sont succédé à la tribune sont Nicolas-Joseph Wackenthaler (1875-1909), Émile Poillot (1912-1948), André Fleury (1948-1971), Maurice Clerc, actuel titulaire (depuis 1972) et Yves Cuenot, actuel titulaire (depuis 1993).

## Les cloches
La tour sud abrite un carillon de 63 cloches dont les cloches de volée. Les cloches de volée sont au nombre de quatre dont trois ont été fondues par Gédéon Morel, fondeur de cloches à Lyon.
- Marie-Alphonse (bourdon) : Fa 2 - 7 122 kg fondue en 1862 par G. Morel
- Claude : La 2 - 3 000 kg fondue en 1740 par Guillot et Mahuet
- Élisabeth-Louise : Do 3 - 1 735 kg fondue en 1862 par G. Morel
- Bernadette-Sophie : Fa 3 - 725 kg fondue en 1862 par G. Morel

### Ressource radiophonique
- Fabrice Drouelle, « Ils ont pendu et brûlé vif le père Noël ! » [audio], émission Affaires sensibles (53 min), France Inter, 25 décembre 2023 (rediffusion du 22 décembre 2022).